# Tinagma perdicella
Tinagma perdicella är en fjärilsart som beskrevs av Philipp Christoph Zeller 1839. Tinagma perdicella ingår i släktet Tinagma och familjen skäckmalar. Inga underarter finns listade i Catalogue of Life.